# Rajshri Productions
Rajshri Productions è una compagnia di produzione e distribuzione cinematografica indiana fondata nel 1947.
I film più popolari prodotti dall'azienda sono Dosti (1964), Maine Pyar Kiya (1989) e Hum Aapke Hain Kaun(1994), con i quali si è aggiudicata il Filmfare Award per il miglior film.